# FlylinkDC++
FlylinkDC++ — свободный и открытый клиент файлообменных сетей Direct Connect и Bittorrent. Является производным клиентом от DC++ и базируется на исходном коде ApexDC++ 0.4.0 (до ветки r4xx включительно) и StrongDC++ 2.42 (начиная с ветки r5xx). Оптимизирован для работы в ADSL и локальных сетях. Поддержка BitTorrent реализована с использованием библиотеки libtorrent.

## История
Днём рождения программы является 16 октября 2006 года, тогда программа имела название DomolinkDC++, но из-за конфликта с зарегистрированным товарным знаком Домолинк программу переименовали. 23 июля 2011 года в официальном блоге разработчиков появилась своя система переводов, а с 1 июня 2012 года перешли на новую систему переводов Transifex.net. 1 октября 2016 года появилась поддержка сети BitTorrent.

## Основные возможности

### Версия r4хх
Следует обратить внимание, что ветка r4xx не развивается, а её поддержка носит избирательный характер, направленный лишь на обновление внешних библиотек и устранение найденных ошибок. Для полноценного использования всех возможностей необходимо использовать последнюю r5xx версию.
- Автоподключение к избранным хабам при запуске.
- Интегрированный IP-фильтр (для исключения закачки с «платной» сети — при этом сидеть на хабах можно, так как блокируется только закачка/отдача. В файрволе подобные правила установить нельзя).
- Автоматически сохраняет копию настроек при запуске (в случае проблем всегда можно будет легко восстановиться).
- Программа автоматически определяет запуск в Linux под эмулятором Wine и динамически корректирует свои настройки для исключения «креша»[2].
- При просмотре файл-листа и обнаружении уже имеющегося у Вас файла будет показано место его хранения.
- Имеющиеся у вас файлы подкрашиваются другим цветом.
- Увеличено быстродействие за счёт тонких оптимизаций и постоянных ревизий кода.
- Возможность выбора любых ограничений скорости (скорость входящего не зависит от исходящего потока).
- Используется система «Автобан» для запрета скачивания файлов пользователями, попадающих под заданные критерии (например использующих поддельную шару).
- Новая группа поиска «CD/DVD Image».
- Упрощение процедуры поиска личного IP-адреса (возможность вручную указывать скрипт определения), помимо этого FlylinkDC++ — единственный клиент способный автоматически получить IP-адрес от хаба средствами протокола.
- Встроенная функция проверки настройки соединения («проброса портов»).
- Автоопределение типа соединения при подключении к хабу.
- Анимированные смайлики.
- Не искажает переданные в чате Magnet-ссылки смайлами.
- Добавлен вывод страны, логотипа провайдера и названия подсети (поддержка базы GeoIP).
- Вывод расширенной информации о пользователях.
- Показ рейтинга скачиваемых файлов[3].
- Возможность вручную указать идентификатор клиента (для тех, кому запрещают использовать FlylinkDC++).
- Поддерживаются языки: английский, русский.
- Данные о хэше перенесены в базу SQLite, тем самым увеличено быстродействие и снижено потребление памяти.
- Данные о хэше для больших файлов сохраняются в потоке NTFS, за счёт чего увеличивается скорость обновления шары.
- Встроенный веб-сервер имеет максимальную функциональность из всех клиентов DC++.
- Поддержка чат-бота, помогающего автоматизировать действия, рекомендуется flybot Архивная копия от 17 декабря 2011 на Wayback Machine.
- Продвинутая система борьбы со спамом на основе встроенных в программу опций частичного или полного отключения ЛС, а также с помощью внешнего бота. Крайне рекомендуется flybot Архивная копия от 17 декабря 2011 на Wayback Machine.
- Встроенная поддержка управления медиа-проигрывателями: Winamp, AIMP, Windows Media Player, iTunes, Media Player Classic, JetAudio.
- Возможность отправки информации о прослушиваемых треках в чат.
- Список файлов содержит дополнительную информацию о медиа-файлах.
- Встроенный RSS-агрегатор.

### Версия r5хх
В дополнение к функциям старой ветки 4xx, вносится новая функциональность:
- За счёт обновления ядра значительно увеличена производительность и исправлено множество различных ошибок.
- Увеличена скорость закачки распространённых файлов за счет увеличения числа потоков скачивания, поддерживается DHT (с помощью него возможен обмен файлами, и даже поиск без участия хабов).
- Поддержка национальных доменов, например, кириллического домена .рф.
- Автоматическое обновление программы и её компонентов.
- Универсальный инсталлятор (x64 + x86).
- Поддерживаются языки: английский, русский, украинский, белорусский, испанский, французский, португальский бразильский.
- Сохранение настроек программы в профиле пользователя без необходимости дополнительных настроек.
- Поддержка нового протокола ADC.
- Поддержка шифрования трафика SSL.
- Возможность прямого соединения между пассивными пользователями с помощью NAT-T.
- Поддержка пользовательских наборов иконок, вместе с возможностью смены цветовой схемы позволяет полностью настроить программу под себя.
- Возможность удобной смены языка прямо из программы.
- Автоматическая выдача слотов по IP адресу(-ам) это может пригодиться например для выдачи слотов в локальной сети где скорость намного выше.
- Поддержка DCLST-метафайлов FlylinkDC++ и поддержка DCLST-метафайлов Архивная копия от 24 октября 2011 на Wayback Machine.
- Поддержка BB-code в чате.
- Новая функциональность — «Качай-смотри» Архивная копия от 15 января 2012 на Wayback Machine.
- Изменения в r501 release Архивная копия от 22 марта 2012 на Wayback Machine.
- Загрузка из сети Bittorrent.

### Версия r6хх
Наиболее заметные изменения по сравнению с r5xx:
- Сборки с использованием VC++ 2019.
- Прекращена поддержка MS Windows XP.
- Прекращена поддержка 32-битных исполняемых файлов MS Windows.
- Использование последней версии библиотеки libtorrent 2.x.x для протокола Bittorrent.

## Дополнительные сервисы
- Возможность добавления своего города и своих избранных хабов в будущую сборку клиента.
- Возможность создания уникальных сборок для сетей и их регулярное обновление.